# Ruler of the Road
Ruler of the Road er en amerikansk stumfilm fra 1918 af Ernest C. Warde.

## Medvirkende
- Frank Keenan - Simeon Tetlow
- Kathryn Lean - Edith Burton
- Thomas Jackson - John Bennett
- Frank Sheridan - Hugh Tomlinson
- Ned Burton - J. Montgomery Nixon